# スは宇宙のス
『スは宇宙のス』（スはスペースのス、原題：S is for Space）は、レイ・ブラッドベリの短編集である。

## 概要
原著はアメリカのDoubleday & Companyより1966年に出版され、日本では一ノ瀬直二の訳により東京創元社創元SF文庫から1971年10月8日に初版が出版された。
作者の著作には他に『ウは宇宙船のウ』（原題：R is for Rocket）という対になる表題の短編集がある。

## 収録作品
- さなぎ

後、『猫のパジャマ』に再録。
- 火の柱
- ゼロ・アワー

『刺青の男』
- あの男

『刺青の男』
- 脱出する男の時間

『メランコリイの妙薬』
- 孤独な散歩者

『太陽の黄金の林檎』
- 別れも愉し

『太陽の黄金の林檎』
- 透明少年

『太陽の黄金の林檎』
- ぼくの地下室へおいで
- 遠くて長いピクニック

『火星年代記』
- 泣き叫ぶ女の人
- 微笑

『メランコリイの妙薬』
- 浅黒い顔、金色の目

『メランコリイの妙薬』
- 市街電車

『たんぽぽのお酒』
- 飛行具

『太陽の黄金の林檎』
- イカルス・モンゴルフィエ・ライト

『メランコリイの妙薬』

## コミック作品
本短編集から、萩尾望都により『週刊マーガレット』1978年19号に「ぼくの地下室へおいで」、1978年22号に「泣きさけぶ女の人」が掲載された。この2作品を含むブラッドベリ原作シリーズのコミック作品集が『ウは宇宙船のウ -ブラッドベリSF傑作選』として、1985年に小学館から萩尾望都作品集 第2期・全17巻中第6巻にて、1988年に集英社から集英社漫画文庫にて、および1997年に小学館から小学館文庫にて出版されている。